# Chamarande
Chamarande  [ʃamaʁɑ̃d̪] je francouzská obec v departementu Essonne v regionu Île-de-France.

## Poloha
Obec Chamarande se nachází asi 39 km jihozápadně od Paříže. Obklopují ji obce Torfou na severu, Lardy na severovýchodě, Janville-sur-Juine na východě a jihovýchodě, Auvers-Saint-Georges na jihu, Étréchy na jihozápadě, Mauchamps na západě a Boissy-sous-Saint-Yon na severozápadě. V obci se nachází kostel svatého Kvintína z Amiens.

## Vývoj počtu obyvatel
Počet obyvatel